# D-Galakturonska kiselina
D-Galakturonska kiselina je šećerna kiselina, oksidovana forma -galaktoze. Ona je glavna komponenta pektina, u kome je sadržana kao polimerna poligalakturonska kiselina. Ona ima aldehidnu grupu na C1 i karboksilnu grupu na C6. Druge oksidovane forme -galaktoze su -galaktonska kiselina (karboksilna grupa na C1) i mezo-galaktarna kiselina (mucinska kiselina) (karboksilne grupe na C1 i C6). Ona takođe pripada grupi uronskih kiselina ili heksuronskih kiselina. Prirodne uronske kiseline su -glukuronska kiselina, -galakturonska kiselina, -iduronska kiselina i D-manuronska kiselina.

## Literatura
- Lindhorst, Thisbe K. (2007). Essentials of Carbohydrate Chemistry and Biochemistry (1. изд.). Wiley-VCH. ISBN 978-3-527-31528-4.
- Robyt, John F. (1997). Essentials of Carbohydrate Chemistry (1. изд.). Springer. ISBN 978-0-387-94951-2.